# Distribution Media Format
Il Distribution Media Format (DMF) è un formato per floppy disk usato da Microsoft per distribuire software, che permette di memorizzare 1680 KiB di dati su un singolo dischetto da 3½ pollici anziché i canonici 1440 KiB. Il primo software distribuito da Microsoft in questo formato fu la revisione C del pacchetto Office 4.x, che introduceva, tra l'altro, l'uso del formato di compressione file CAB.
Confronto tra il DMF e il formato standard da 1440 KiB:
|                                 | 1440 KiB | DMF         |
| ------------------------------- | -------- | ----------- |
| Tracce                          | 80       | 80          |
| Settori per traccia             | 18       | 21          |
| Dimensioni cluster (byte)       | 512      | 1024 o 2048 |
| Voci nella directory principale | 224      | 16          |

## Compatibilità
Il formato DMF è supportato da Windows 3.1, Windows NT 3.5, Windows 95 e versioni successive, tuttavia i dischi floppy in tale formato non possono essere copiati né con MS-DOS DiskCopy né mediante la funzione Copia disco di Windows, un effetto collaterale che limita la contraffazione del software originale Microsoft. Tali dischi, inoltre, non possono essere analizzati o riparati con utilità quali Norton Disk Doctor o Microsoft Scandisk, che, al contrario, potrebbero danneggiarne il contenuto.